# Juliana Gracián y Dantisco
Juliana Gracián y Dantisco (Madrid, ca. 31 d'octubre de 1574—Sevilla, 28 d'agost de 1621), coneguda també pel nom religiós de Juliana de la Madre de Dios, va ser una religiosa carmelita descalça castellana.
Nascuda a Madrid, va ser batejada el 31 d'octubre de 1574 a la parròquia de San Ginés. Era filla de Diego Gracián de Alderete, secretari del rei Felip II, i de Juana Dantisco. Era la darrera de vint germans, entre els quals hi ha els també religiosos María, Jerónimo i Lorenzo Gracián.
Educada per la seva mare, va sentir la vocació religiosa en la seva infància i va conèixer a Teresa d'Àvila, que la va animar a continuar i va disposar que fos rebuda al convent de carmelites descalces de Sevilla. Prengué, doncs, l'hàbit amb 8 anys, i hom afirmà que va destacar per les seves virtuts, a més d'experimentar un episodi d'èxtasi als 13 anys, en sentir parlar al místic Joan de la Creu, que va durar més d'una hora. El 1590, finalment, professà al convent de Sevilla. Va complir amb les obligacions i feines del convent, arribant a ser mestra de novícies el 1598, sotspriora el 1599 i priora el 1608 i el 1614. La crònica del seu orde recull alguns miracles divins per intercessió de Gracián.
Afectada per una malaltia que la va fer romandre al llit, va morir el 28 d'agost de 1621.